# 札幌市東区体育館
札幌市東区体育館（さっぽろしひがしくたいいくかん）は、北海道札幌市東区北27条東14丁目に所在する、札幌市の地区体育館。
1982年1月、西区・白石区に次いで市内3番目の地区体育館としてオープン。
施設は札幌市が所有し、（一財）札幌市スポーツ協会が指定管理者として運営管理を行う。

## 設備
- 競技室 - バドミントン8面・卓球27台・バスケットボール2面・バレーボール2面・テニス2面
- 体育室 - バドミントン3面・卓球14台・バレーボール1面
- その他 - 格技室・トレーニング室・トレーニングデッキ（弓道・アーチェリー）・会議室

## 所在地
- 北海道札幌市東区北27条東14丁目3-1

## 交通機関
地下鉄
地下鉄「元町駅」2番出口徒歩5分
自家用車
駐車場有（最大収容100台）